# 7392 Kowalski
7392 Kowalski (1984 EX) là một tiểu hành tinh vành đai chính được phát hiện ngày 6 tháng 3 năm 1984 bởi E. Bowell ở trạm Anderson Mesa thuộc Đài thiên văn Lowell. Nó được đặt theo tên của Richard A. Kowalski.